# Abida Parveen

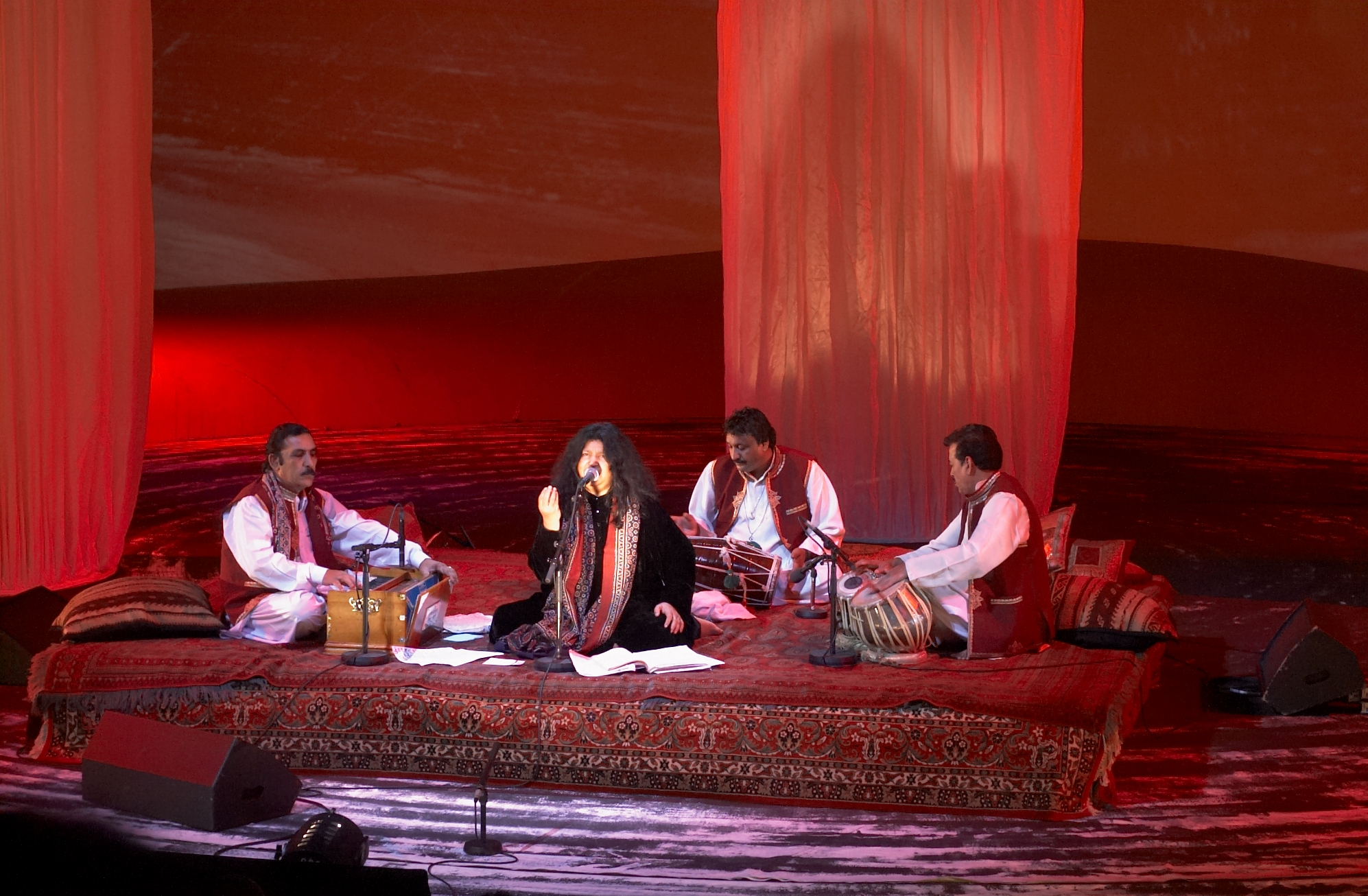
Abida Parveen, begleitet von Harmonium, pakhawaj und tabla bei einem Konzert in Oslo, 2007

Abida Parveen (* 20. Februar 1954 in Larkana) ist eine pakistanische Sängerin.

## Leben und Wirken
Parveens Vater, der Sänger Ghulam Haider, förderte frühzeitig ihre musikalische Begabung und ermöglichte ihr eine Ausbildung bei Salamat Ali Khan, einem Vertreter der Sham Chaurasia Gharana. Ihren Durchbruch hatte sie mit einem Konzert bei Radio Pakistan; der Sender bot ihr nach dem Erfolg einen unbefristeten Vertrag an. Sie heiratete kurz darauf Ghulam Hassan Sheikh, einen Produzenten des Senders, der ihr Manager wurde. Ihren ersten Fernsehauftritt hatte sie 1982 in Sultana Siddiquis Sendung Awaz-o-Andaz. 1989 übertrug die BBC ihr Konzert im Wembley Conference Centre.
Sie singt in den Stilen Ghasel, Kafi, Qawwali, Sufi rock, Thumri und klassische indische Musik. Sie wurde die „Königin der Sufi-Musik“ genannt. Sie wirkte an Kino- und Fernsehproduktionen wie Aandhi Chali to Naqsh-e-Kaf-Pe Nahi Mila, Yar Ko Humne, Jab Se Tune Mujhe und Tere Ishq Nachaya und als Jurorin in pakistanischen und indischen Musishows wie Pakistan Idol, Star Voice of India, Chotte Ustaad und Sur Kshetra mit. Sie war Friedensbotschafterin bei der SAARC und wurde für ihre Verdienste 2005 mit dem Sitara-i-Imtiaz und 2013 mit dem Hilal-e-Imtiaz ausgezeichnet.